# عرب الجهمة
قرية عرب الجهمة هي إحدى القرى التابعة لمركز القوصية في محافظة أسيوط في جمهورية مصر العربية. حسب إحصاءات سنة 2006، بلغ إجمالي السكان في عرب الجهمة 7800 نسمة، منهم 3791 رجل و4009 امرأة.